# Xã Featherstone, Quận Goodhue, Minnesota
Xã Featherstone (tiếng Anh: Featherstone Township) là một xã thuộc quận Goodhue, tiểu bang Minnesota, Hoa Kỳ. Năm 2010, dân số của xã này là 782 người.